# Gymnosoma fuscohalteratum
Gymnosoma fuscohalteratum là một loài ruồi trong họ Tachinidae.